# Gran Premio de San Marino de 1994
El Gran Premio de San Marino de 1994 fue una prueba de Fórmula 1 celebrada los días 29 y 30 de abril y el 1 de mayo de 1994 en el Autodromo Enzo e Dino Ferrari en Imola, Italia. Era el tercer Gran Premio de la temporada 1994 de Fórmula 1, y la primera carrera de la temporada que se disputaba en Europa. El fin de semana de la carrera estuvo marcado por las muertes del austríaco Roland Ratzenberger (el sábado) y del triple campeón mundial Ayrton Senna (el domingo), así como por otros numerosos accidentes graves, de los que varios de ellos provocaron lesiones.
Michael Schumacher fue el ganador de la carrera. En la conferencia de prensa posterior a la carrera, Schumacher dijo que: «no podía sentirse satisfecho, no podía sentirse feliz» con su victoria debido a los sucesos que habían ocurrido durante el fin de semana. Nicola Larini logró los primeros puntos de su carrera al obtener el segundo lugar del podio. Mika Häkkinen terminó tercero.
La prueba llevó a un mayor énfasis en la seguridad de la Fórmula 1 provocando cambios en el trazado de muchos circuitos y en el diseño de los monoplazas. Desde esta carrera se introdujeron inmediatamente numerosos cambios en las reglas para hacer más lenta la Fórmula 1, en tanto en cuanto se desarrollaron sistemas de seguridad apropiados. Así, la práctica totalidad de circuitos de la temporada 1994 fueron alterados con chicanes "ad hoc" para ralentizar las competiciones, obligando a ampliar escapatorias o a hacer chicanes permanentes antes del 1 de enero de 1995. Circuitos nuevos, como el Circuito Internacional de Baréin, incorporaron grandes áreas de amortiguación para frenar a los coches antes de que choquen con las protecciones. El HANS, un dispositivo que proporciona soporte a la cabeza y al cuello en caso de accidente, se volvió obligatorio. Otro efecto de esta accidentada carrera fue la reactivación de la Asociación de Pilotos de Grandes Premios después de 12 años sin funcionar.
Tras su muerte, Senna recibió un funeral de estado en Brasil, su país natal, donde unas 500.000 personas se alinearon en las calles para ver pasar el féretro. Fiscales italianos acusaron de homicidio a seis personas en conexión con la muerte de Ayrton Senna, todos los cuales luego fueron absueltos. El caso tomó casi 11 años para concluir debido a apelaciones y un nuevo juicio luego del veredicto absolutorio original. Mucha menos expectación tuvo el funeral de Roland Ratzenberger en Austria.

## Crónica

### Entrenamientos

#### Sesión del viernes

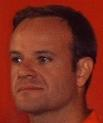
Rubens Barrichello, que sobrevivió al primer accidente del fin de semana del Gran Premio.

El viernes 29 de abril, durante la primera sesión de entrenamientos libres, Rubens Barrichello, del equipo Jordan, golpeó una defensa en la curva Variante Bassa a 225 km/h, lanzando el monoplaza por los aires. El coche golpeó lo alto de la barrera de neumáticos y Barrichello quedó inconsciente. Su Jordan dio varias vueltas de campana antes de detenerse cabeza abajo. Equipos médicos le asistieron en el lugar del accidente y luego fue llevado al centro médico. Barrichello volvió al circuito al día siguiente pero su nariz rota y su brazo enyesado le obligaron a perderse el resto de las actividades del fin de semana, incluyendo la carrera. Diez años después del accidente, Damon Hill, que pilotaba para el equipo Williams-Renault en esa época, describió el sentimiento después de ese impacto: «Todos nos despreocupamos y seguimos con la clasificación, seguros de que nuestros coches eran fuertes como tanques y que podíamos salir asustados pero no heridos.»

#### Sesión del sábado
A los 20 minutos del inicio de la segunda sesión de clasificación, el piloto austríaco Roland Ratzenberger, del equipo Simtek,  no pudo sortear la curva Villeneuve y su coche golpeó una barrera de hormigón de forma casi frontal, muriendo al instante. Aunque la celda de supervivencia permaneció mayormente intacta, la fuerza del impacto le infligió una fractura en la base del cráneo. Ratzenberger, que estaba en su primera temporada como piloto de Fórmula 1, había pasado en su vuelta previa sobre un bordillo en la chicana Acqua Minerale, lo que se cree que dañó su alerón delantero. En lugar de regresar a los talleres, continuó para otra vuelta rápida. Yendo a 306 km/h se le desprendió volando el alerón delantero del coche dejándolo sin medios de control.

Curva Villeneuve, lugar del choque de Ratzenberger, transformada en chicana en 1995

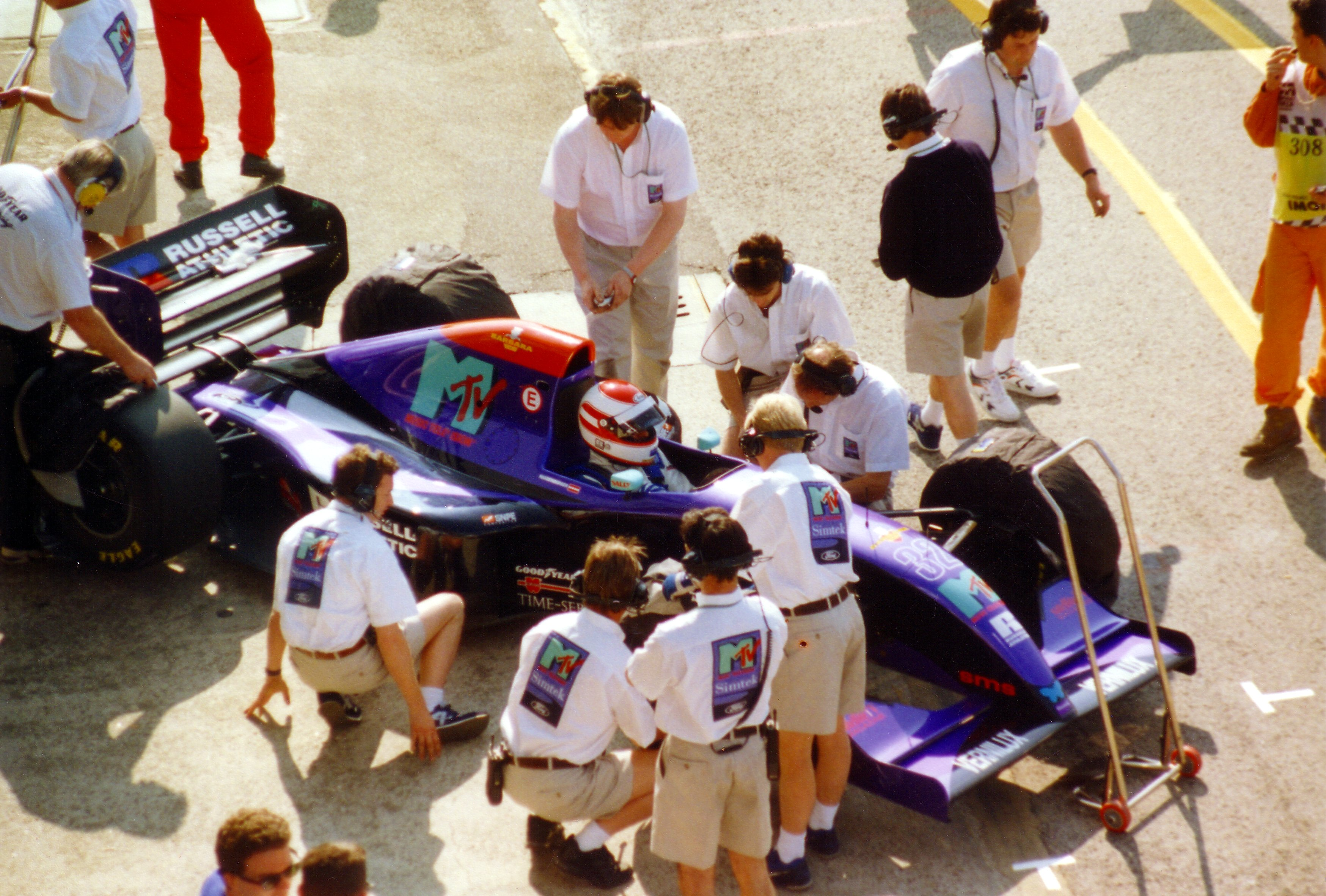
Roland Ratzenberger, minutos antes de su accidente mortal en los talleres del circuito Enzo e Dino Ferrari

La sesión fue suspendida provisionalmente y, finalmente, los 40 minutos restantes fueron cancelados, dándose como válida la parrilla clasificatoria al momento del accidente de Ratzenberger. Más tarde en el hospital se anunció que Ratzenberger había sucumbido a sus múltiples heridas. Su muerte significó el primer accidente mortal en la Fórmula 1 en un fin de semana de Gran Premio desde el Gran Premio de Canadá de 1982, cuando Riccardo Paletti murió en un accidente en la salida del Gran Premio. Habían pasado ocho años desde que Elio de Angelis había muerto probando un Brabham en el circuito Paul Ricard.
El profesor Sid Watkins, entonces jefe del equipo médico en pista de la Fórmula 1, recuerda en sus memorias la reacción de Ayrton Senna a la noticia: «Ayrton se derrumbó y lloró en mi hombro». Watkins trató de persuadir a Senna de que no corriera al día siguiente, diciendo: «¿Qué más necesitas hacer? Has sido campeón mundial tres veces, eres obviamente el piloto más rápido. Déjalo y vamos a pescar», pero Senna fue insistente en decir: «Sid, hay ciertas cosas sobre las que no tenemos control. No puedo retirarme, tengo que seguir.»
Senna había calificado en la pole position, delante del líder del campeonato Michael Schumacher. Gerhard Berger calificó tercero y el compañero de equipo de Senna Damon Hill empezó en la cuarta ubicación. El tiempo logrado por Ratzenberger antes de su accidente mortal hubiera sido suficiente para estar en la parrilla de salida en el lugar 26, el último, al ser inferior al 107% del tiempo de Senna.

### Carrera

#### Previo de la carrera
Pese al accidente de Ratzenberger, la carrera se disputó, ya que la FIA, en virtud de las investigaciones preliminares que se conocían en aquel momento, entendió que el fallecimiento de Ratzenberger se debió a un cúmulo de fatales coincidencias y no a fallos estructurales en el trazado. Además, el contrato firmado entre la FIA y los propietarios del trazado obligaba a disputar un Gran Premio en el circuito en la temporada 1994 salvo causa de fuerza mayor, y era evidente que el trazado se encontraba en idénticas condiciones a las del día anterior.

#### La salida

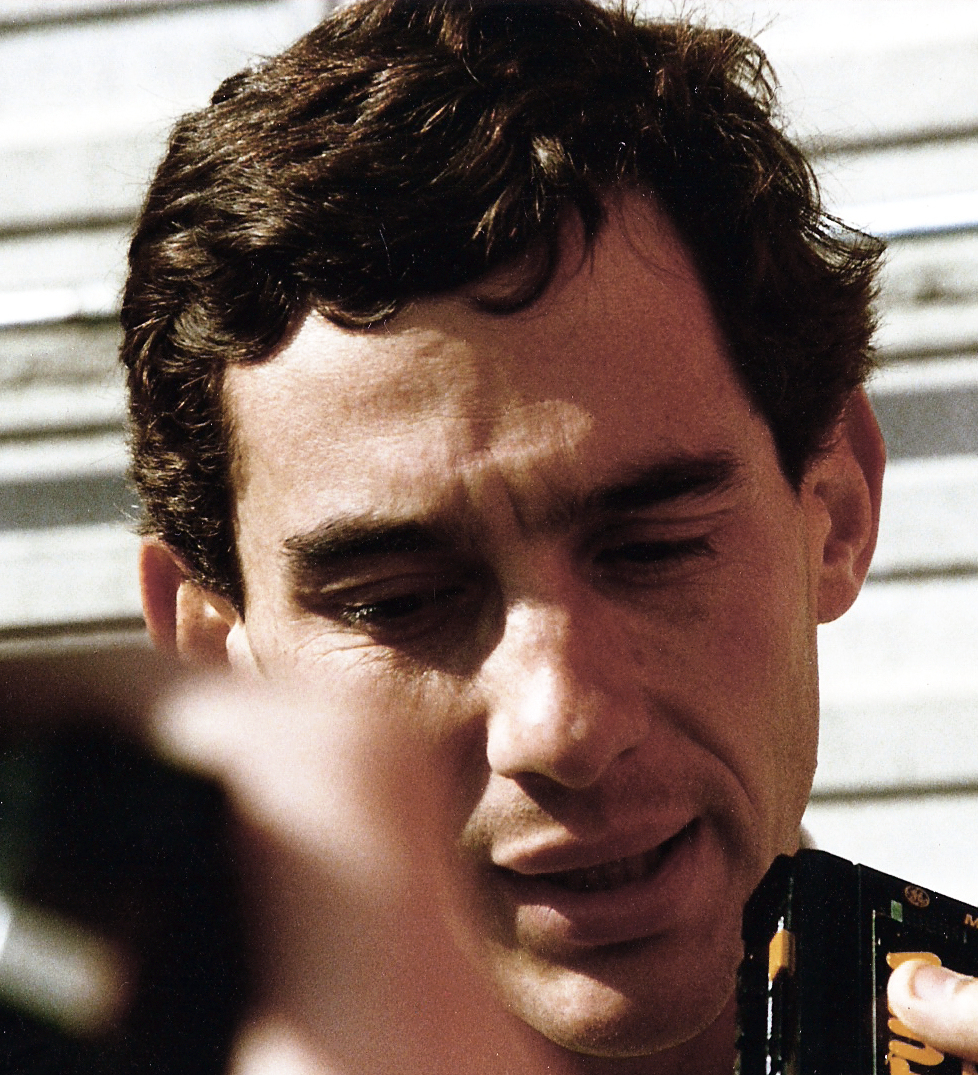
La muerte del tricampeón mundial Ayrton Senna durante la carrera cambió permanentemente la Fórmula 1.

Como todas las carreras de la época en Europa, la prueba se inició a las 14:00 horas. Al inicio de la carrera, J.J. Lehto caló su Benetton en la parrilla. Pedro Lamy, que empezaba desde más atrás, no vio al Benetton estacionado al ser tapado por otros coches y golpeó la parte trasera del monoplaza de Lehto, causando que ruedas y pedazos de carrocería saltaran por los aires. Partes del coche pasaron por encima de la valla de seguridad que protegía a los espectadores en la línea de salida causando heridas leves a nueve personas. El accidente causó la salida del coche de seguridad, con todos los demás competidores conservando sus posiciones detrás de él mientras circulaba a baja velocidad. Durante este periodo, como resultado de andar a bajas velocidades, la temperatura de los neumáticos bajó. En la habitual reunión de los pilotos antes de la carrera, Senna, junto con Gerhard Berger, habían expresado su preocupación de que el coche de seguridad no iba lo suficientemente rápido como para mantener alta la temperatura de los neumáticos. Una vez que se informó que la pista estaba limpia de restos, el coche de seguridad fue retirado y la carrera se relanzó. No se repitió la salida sino que los coches retomaron su velocidad de competencia. Dos vueltas después del relanzamiento, con Ayrton Senna liderando sobre Michael Schumacher, el monoplaza de Senna se salió de la pista en la curva Tamburello, y después de desacelerar de 306 km/h a 211 km/h, golpeó la barrera de hormigón.

Curva Tamburello, lugar del accidente de Senna.

A las 14:17, una bandera roja fue mostrada para indicar que la carrera había sido suspendida y Sid Watkins llegó a la escena para atender a Senna. Cuando una carrera es suspendida bajo bandera roja los monoplazas deben bajar la velocidad y regresar a los boxes hasta nuevo aviso. Esto protege a los comisarios y personal médico en la escena del accidente y permite el acceso más fácil de vehículos de emergencia al lugar. El equipo Larrousse, por error, permitió a uno de sus pilotos, Érik Comas, dejar los boxes a pesar de que el circuito estaba cerrado bajo banderas rojas. Los comisarios agitaron frenéticamente sus brazos y banderas a Comas mientras este se acercaba a la escena del accidente a "prácticamente máxima velocidad". El comentarista de Eurosport Reino Unido, John Watson, que retransmitía la prueba para su país, describió el hecho como «la cosa más ridícula que he visto en mi vida». Comas evitó golpear a las personas y vehículos que estaban en el circuito pero después de pasar por la escena del accidente de Senna, se conmocionó tanto por lo que vio que abandonó la carrera. Comas diría años más tarde que su gesto fue para devolverle la gentileza a Senna por salvarlo en su accidente en Bélgica en 1992. Las explícitas imágenes de Senna siendo atendido fueron emitidas por la señal mundial de TV generada por la RAI, y mostraban muy claramente la gravedad de la situación. Algunas tenedoras de derechos televisivos, como la BBC británica o la ESPN estadounidense, cambiaron a sus propias cámaras enfocadas en la calle de boxes. Senna fue retirado del siniestrado Williams y trasladado por vía aérea al Hospital Maggiore en la cercana Bolonia. Equipos médicos continuaron atendiéndolo durante el vuelo. Treinta y siete minutos después del choque, a las 14:55, la carrera fue reanudada.

#### La segunda salida
La FIA determinó, en cumplimiento del reglamento de Fórmula 1 de la época, que la clasificación final de la carrera sería determinada por la suma de los tiempos marcados por los coches antes del accidente de Senna y los que se registraran con posterioridad, como si de dos carreras aditivas se tratase. Al reanudar la carrera, Gerhard Berger tomó el primer lugar en la pista pero Schumacher todavía era el ganador virtual debido a la ventaja que tenía antes de que la carrera fuera interrumpida. Schumacher tomó el primer lugar en la pista en la vuelta 12, y 4 vueltas más tarde, Berger se retiró con problemas en la dirección. Larini tomó brevemente la punta mientras Schumacher paraba en boxes pero el orden fue restablecido cuando Larini hizo su propia parada.
A diez vueltas del final la rueda posterior derecha del Minardi de Michele Alboreto se soltó mientras salía de la calle de boxes, golpeando a dos mecánicos de Ferrari y dos de Lotus, quienes requirieron tratamiento en el hospital.
Michael Schumacher ganó la carrera delante de Nicola Larini y Mika Häkkinen, consiguiendo el máximo de 30 puntos después de tres jornadas de la temporada 1994 de Fórmula 1. Fue el único podio en la carrera de Larini y la primera de sólo dos ocasiones en que obtuvo puntos para el campeonato mundial. En la ceremonia del podio, por respeto a Roland Ratzenberger, fallecido el día anterior, no se celebró con el tradicional baño de champán. En ese momento aún no se conocía el alcance de las heridas de Senna.

### Después de la carrera
Dos horas y veinte minutos después de que Schumacher cruzara la meta, a las 18:40, la Dra. Maria Teresa Fiandri anunció que Ayrton Senna había muerto. El brasileño tenía 34 años. La hora oficial de la muerte fue dada, sin embargo, como las 14:17 horas, indicando que Senna había muerto instantáneamente. La causa de la muerte establecida por una autopsia fue que un pedazo de la suspensión del coche perforó su casco y cráneo.

El trazado del circuito se cambió después de los dos accidentes mortales ocurridos en la carrera de 1994.

El trazado de Imola en 1994, que había permanecido invariable desde su debut en Fórmula 1 en 1980, nunca volvió a ser usado en ninguna otra carrera. Durante el resto de 1994 y comienzos de 1995, se recomendó encarecidamente a los pilotos de las distintas pruebas extremar la precaución al paso por el curvón Tamburello, en tanto que la curva Villeneuve fue inmediatamente suprimida, utilizando para ello una chicana previamente construida junto a ella y que hasta entonces prácticamente carecía de uso. Finalmente, en febrero de 1995, el circuito recibió importantes modificaciones de forma permanente, de los cuales el más destacado fue la supresión total de la curva Tamburello —también escenario de graves accidentes de Gerhard Berger (1989) y Nelson Piquet (1987)— convirtiéndola en una chicana lenta. Este requisito, además de por la opinión pública, vino exigido por la FIA para renovar la homologación del circuito y, por tanto, poder celebrar allí el Gran Premio de San Marino de 1995. La FIA también cambió los reglamentos que regían el diseño de coches de Fórmula 1, al punto que para 1995 todos los equipos tuvieron que crear diseños completamente nuevos, ya que los modelos de 1994 no se podían adaptar. La preocupación expresada en la reunión de pilotos de la mañana de la carrera, por Senna y Berger, llevaría a la reformación de la Asociación de Pilotos de Grandes Premios en la siguiente carrera, el Gran Premio de Mónaco de 1994. La Asociación, que había sido originalmente fundada en 1961, se había disuelto en 1982. El propósito principal de su reorganización fue permitir a los pilotos discutir los asuntos de seguridad con vistas a mejorar los estándares después de los accidentes de Imola. En el Gran Premio de Mónaco de ese año, los dos lugares en la primera fila de la parrilla de salida, que fueron pintados con las banderas de Austria y Brasil, se dejaron sin ocupar, de forma simbólica, en memoria de los dos pilotos que habían perdido la vida. Se hizo además un minuto de silencio antes de la carrera.
Senna recibió un funeral de estado en São Paulo, Brasil el 5 de mayo de 1994. Aproximadamente 500.000 personas se alinearon en las calles para ver pasar el ataúd. Alain Prost, gran rival de Senna, estuvo entre los que acompañaron el féretro. La mayor parte de la comunidad de la Fórmula 1 asistió al funeral de Senna; sin embargo el presidente del ente rector del deporte, la FIA, Max Mosley asistió en cambio al funeral de Ratzenberger el cual tuvo lugar el 7 de mayo de 1994 en Salzburgo, Austria. Mosley dijo en una conferencia de prensa diez años más tarde: «Fui a su funeral porque todos fueron al de Senna. Pensé que era importante que alguien fuera al suyo.»
En octubre de 1996 la FIA, en cooperación con McLaren y Mercedes, se puso a buscar un sistema de sujeción del piloto para los casos de impacto frontal. Mercedes-Benz contactó con los fabricantes del HANS (Head and Neck Support) - inglés: (soporte de cuello y cabeza) con vistas a adaptarlo a su uso en la Fórmula 1. El accesorio HANS había sido lanzado en 1991 y fue diseñado para sujetar la cabeza y el cuello en caso de accidente y evitar las fracturas de la base del cráneo, la herida que mató a Ratzenberger. Las pruebas iniciales se mostraron exitosas y durante el Gran Premio de San Marino 2000 se publicó el reporte final el cual recomendaba el uso del HANS. Su empleo fue hecho obligatorio desde el inicio de la temporada 2001, resultando un salvavidas en muchos accidentes, como en el sufrido por Fernando Alonso en el Gran Premio de Brasil de 2003.

## Juicio
Los fiscales italianos abrieron procesos legales contra seis personas en conexión con la muerte de Senna. Ellos fueron Frank Williams, Patrick Head y Adrian Newey de Williams; Federico Bendinelli representando a los propietarios del Autódromo Enzo e Dino Ferrari; Giorgio Poggi como director del circuito y Roland Bruynseraede quien fue el director de la carrera y el que aprobó el circuito. La sentencia del juicio fue dada el 16 de diciembre de 1997, declarando inocentes a todos los acusados del cargo de homicidio involuntario. La causa del accidente fue establecida por la corte como la rotura de la columna de dirección. La columna había sido cortada y soldada de nuevo a pedido de Senna para poder acomodarse mejor en la cabina del auto.
Luego de la decisión de la corte, se presentó una apelación por el procurador del estado contra Patrick Head y Adrian Newey. El 22 de noviembre de 1999, la corte de apelación absolvió a Head y Newey de todos los cargos, afirmando que no había nueva evidencia (faltaba información de la caja negra del coche de Senna que se había dañado, y 1.6 segundos de vídeo de la cámara de a bordo no estaban disponibles porque el retransmisor cambió a otra cámara de auto justo antes del accidente), así que de acuerdo al código penal italiano, la acusación tuvo que ser declarada como «no existente o que el hecho ya no estaba vigente». Este fallo fue anulado en enero de 2003, cuando la Corte Suprema consideró que el artículo relevante había sido mal interpretado. Un nuevo juicio fue ordenado el 27 de mayo de 2005, y Head y Newey fueron absueltos nuevamente.

## Clasificación
Resultados
| Pos. | N.º | Piloto                 | Equipo/Motor      | Tiempo   | Diferencia |
| ---- | --- | ---------------------- | ----------------- | -------- | ---------- |
| 1    | 2   | Ayrton Senna           | Williams-Renault  | 1:21.548 | —          |
| 2    | 5   | Michael Schumacher     | Benetton-Ford     | 1:21.885 | +0.337     |
| 3    | 28  | Gerhard Berger         | Ferrari           | 1:22.113 | +0.565     |
| 4    | 0   | Damon Hill             | Williams-Renault  | 1:22.168 | +0.620     |
| 5    | 6   | Jyrki Jarvilehto Lehto | Benetton-Ford     | 1:22.717 | +1.169     |
| 6    | 27  | Nicola Larini          | Ferrari           | 1:22.841 | +1.293     |
| 7    | 30  | Heinz-Harald Frentzen  | Sauber-Mercedes   | 1:23.119 | +1.571     |
| 8    | 7   | Mika Häkkinen          | McLaren-Peugeot   | 1:23.140 | +1.592     |
| 9    | 3   | Ukyō Katayama          | Tyrrell-Yamaha    | 1:23.322 | +1.774     |
| 10   | 29  | Karl Wendlinger        | Sauber-Mercedes   | 1:23.347 | +1.799     |
| 11   | 10  | Gianni Morbidelli      | Footwork-Ford     | 1:23.663 | +2.115     |
| 12   | 4   | Mark Blundell          | Tyrrell-Yamaha    | 1:23.703 | +2.155     |
| 13   | 8   | Martin Brundle         | McLaren-Peugeot   | 1:23.858 | +2.310     |
| 14   | 23  | Pierluigi Martini      | Minardi-Ford      | 1:24.078 | +2.530     |
| 15   | 24  | Michele Alboreto       | Minardi-Ford      | 1:24.276 | +2.728     |
| 16   | 9   | Christian Fittipaldi   | Footwork-Ford     | 1:24.472 | +2.924     |
| 17   | 25  | Éric Bernard           | Ligier-Renault    | 1:24.678 | +3.130     |
| 18   | 20  | Érik Comas             | Larrousse-Ford    | 1:24.852 | +3.304     |
| 19   | 26  | Olivier Panis          | Ligier-Renault    | 1:24.996 | +3.448     |
| 20   | 12  | Johnny Herbert         | Lotus-Mugen-Honda | 1:25.114 | +3.566     |
| 21   | 15  | Andrea de Cesaris      | Jordan-Hart       | 1:25.234 | +3.686     |
| 22   | 11  | Pedro Lamy             | Lotus-Mugen-Honda | 1:25.295 | +3.747     |
| 23   | 19  | Olivier Beretta        | Larrousse-Ford    | 1:25.991 | +4.443     |
| 24   | 31  | David Brabham          | Simtek-Ford       | 1:26.817 | +5.269     |
| 25   | 34  | Bertrand Gachot        | Pacific-Ilmor     | 1:27.143 | +5.595     |
| 26   | 32  | Roland Ratzenberger    | Simtek-Ford       | 1:27.584 | +6.036     |
| -    | 33  | Paul Belmondo          | Pacific-Ilmor     | 1:27.881 | +6.333     |
| -    | 14  | Rubens Barrichello     | Jordan-Hart       | —        | —          |

## Carrera
Resultados
| Pos. | N.º | Piloto                 | Equipo/Motor      | Vueltas | Tiempo/Retirado           | Parrilla | Puntos |
| ---- | --- | ---------------------- | ----------------- | ------- | ------------------------- | -------- | ------ |
| 1    | 5   | Michael Schumacher     | Benetton-Ford     | 58      | 1h 28:29.300              | 2        | 10     |
| 2    | 27  | Nicola Larini          | Ferrari           | 58      | 54.942                    | 6        | 6      |
| 3    | 7   | Mika Häkkinen          | McLaren-Peugeot   | 58      | 1:10.679                  | 8        | 4      |
| 4    | 29  | Karl Wendlinger        | Sauber-Mercedes   | 58      | 1:13.658                  | 10       | 3      |
| 5    | 3   | Ukyō Katayama          | Tyrrell-Yamaha    | 57      | +1 vuelta                 | 9        | 2      |
| 6    | 0   | Damon Hill             | Williams-Renault  | 57      | +1 vuelta                 | 4        | 1      |
| 7    | 30  | Heinz-Harald Frentzen  | Sauber-Mercedes   | 57      | +1 vuelta                 | 7        |        |
| 8    | 8   | Martin Brundle         | McLaren-Peugeot   | 57      | +1 vuelta                 | 13       |        |
| 9    | 4   | Mark Blundell          | Tyrrell-Yamaha    | 56      | +2 vueltas                | 12       |        |
| 10   | 12  | Johnny Herbert         | Lotus-Mugen-Honda | 56      | +2 vueltas                | 20       |        |
| 11   | 26  | Olivier Panis          | Ligier-Renault    | 56      | +2 vueltas                | 19       |        |
| 12   | 25  | Éric Bernard           | Ligier-Renault    | 55      | +3 vueltas                | 17       |        |
| 13   | 9   | Christian Fittipaldi   | Footwork-Ford     | 54      | Accidente                 | 16       |        |
| Ret  | 15  | Andrea de Cesaris      | Jordan-Hart       | 49      | Accidente                 | 21       |        |
| Ret  | 24  | Michele Alboreto       | Minardi-Ford      | 44      | F. Mecánica               | 15       |        |
| Ret  | 10  | Gianni Morbidelli      | Footwork-Ford     | 40      | Motor                     | 11       |        |
| Ret  | 23  | Pierluigi Martini      | Minardi-Ford      | 37      | Accidente                 | 14       |        |
| Ret  | 31  | David Brabham          | Simtek-Ford       | 27      | Accidente                 | 24       |        |
| Ret  | 34  | Bertrand Gachot        | Pacific-Ilmor     | 23      | Motor                     | 25       |        |
| Ret  | 19  | Olivier Beretta        | Larrousse-Ford    | 17      | Motor                     | 23       |        |
| Ret  | 28  | Gerhard Berger         | Ferrari           | 16      | Suspensión                | 3        |        |
| Ret  | 2   | Ayrton Senna           | Williams-Renault  | 7       | Accidente mortal          | 1        |        |
| Ret  | 20  | Érik Comas             | Larrousse-Ford    | 5       | Vibraciones               | 18       |        |
| Ret  | 6   | Jyrki Jarvilehto Lehto | Benetton-Ford     | 0       | Colisión                  | 5        |        |
| Ret  | 11  | Pedro Lamy             | Lotus-Mugen-Honda | 0       | Colisión                  | 22       |        |
| DNS  | 32  | Roland Ratzenberger    | Simtek-Ford       |         | Muerto en el día anterior | 26       |        |
| DNQ  | 14  | Rubens Barrichello     | Jordan-Hart       |         | Accidente                 | -        |        |
| DNQ  | 33  | Paul Belmondo          | Pacific-Ilmor     |         |                           |          |        |

## Clasificación tras la carrera
| Pos. | Piloto             | Puntos | Cambios       |
| ---- | ------------------ | ------ | ------------- |
| 1    | Michael Schumacher | 30     | Sin cambios   |
| 2    | Damon Hill         | 7      | Crecimiento   |
| 3    | Rubens Barrichello | 7      | Decrecimiento |
| 4    | Gerhard Berger     | 6      | Sin cambios   |
| 5    | Nicola Larini      | 6      | Crecimiento   |

| Pos. | Constructor      | Puntos | Cambios       |
| ---- | ---------------- | ------ | ------------- |
| 1    | Benetton-Ford    | 30     | Sin cambios   |
| 2    | Ferrari          | 16     | Sin cambios   |
| 3    | Williams-Renault | 7      | Crecimiento   |
| 4    | Jordan-Hart      | 7      | Decrecimiento |
| 5    | Sauber-Mercedes  | 6      | Crecimiento   |